# Gymnoscelis tanaoptila
Gymnoscelis tanaoptila är en fjärilsart som beskrevs av Turner 1907. Gymnoscelis tanaoptila ingår i släktet Gymnoscelis och familjen mätare. Inga underarter finns listade i Catalogue of Life.